# Totale relatie
In de wiskunde heet een tweeplaatsige relatie {\displaystyle R} op een verzameling {\displaystyle X} totaal of volledig als voor elke twee elementen geldt dat de een in relatie staat tot de ander of de ander tot de een, dus als voor alle {\displaystyle a,b\in X} geldt {\displaystyle aRb} of {\displaystyle bRa} (of beide).
In een totale relatie zijn alle elementen met elkaar te vergelijken.

## Voorbeelden
- De relatie {\displaystyle \leq } is een totale relatie op de reële getallen, aangezien voor alle {\displaystyle x,y\in \mathbb {R} } geldt: {\displaystyle x\leq y} of {\displaystyle y\leq x}. De relatie {\displaystyle \leq } bepaalt tevens een totale orde op {\displaystyle \mathbb {R} }.

- De relatie {\displaystyle <} is geen totale relatie op de reële getallen, aangezien voor alle {\displaystyle x\in \mathbb {R} } geldt: {\displaystyle x\not <x}. De relatie {\displaystyle <} bepaalt een strikte totale orde op {\displaystyle \mathbb {R} }.

- De relatie {\displaystyle \subset }, "is een deelverzameling van", tussen de deelverzamelingen van een verzameling {\displaystyle X} is ook niet totaal, want van bijvoorbeeld de deelverzamelingen {\displaystyle \{1,2\}} en {\displaystyle \{3,4\}} van de gehele getallen is geen van beide deel van de ander.

## Eigenschappen en gerelateerde begrippen
Een totale relatie is reflexief.
Als een transitieve relatie totaal is, is de relatie een totale preorde. Als een partiële orde totaal is, is de relatie een totale orde.
Een tweeplaatsige relatie {\displaystyle R} op {\displaystyle X} heet connex als voor alle {\displaystyle a,b\in X,a\neq b} geldt {\displaystyle aRb} of {\displaystyle bRa}.
Een connexe relatie is niet noodzakelijk reflexief. Een strikte partiële orde is een strikte totale orde dan en slechts dan als de orde connex is.